# Український Мисливець і Рибалка
«Український Мисливець і Рибалка» — науково-популярний місячник, орган Всеукраїнської Спілки Мисливців і Рибалок у Харкові, виходив 1925—32 (1925—26 п. н. «Украинский охотник и рыболов»). 
«Український Мисливець і Рибалка» популяризував знання про мисливську фавну і фавну риб та інформував про мисливське та рибне господарство України. Редактором журналу протягом 1925-1930 рр. був Віктор Аверін. Вийшло 98 чч.